# Giorginho Aguirre
José Giorginho Aguirre Fleitas (Paysandú, 23 marzo 1993) è un calciatore uruguaiano, attaccante del Canadian.

## Carriera
Ha giocato nella massima serie dei campionati rumeno, albanese ed uruguaiano.

## Statistiche

### Presenze e reti nei club
Statistiche aggiornate al 3 giugno 2018.
| Stagione        | Squadra          | Campionato      | Campionato | Campionato | Coppe nazionali | Coppe nazionali | Coppe nazionali | Coppe continentali | Coppe continentali | Coppe continentali | Altre coppe | Altre coppe | Altre coppe | Totale | Totale |
| Stagione        | Squadra          | Comp            | Pres       | Reti       | Comp            | Pres            | Reti            | Comp               | Pres               | Reti               | Comp        | Pres        | Reti        | Pres   | Reti   |
| --------------- | ---------------- | --------------- | ---------- | ---------- | --------------- | --------------- | --------------- | ------------------ | ------------------ | ------------------ | ----------- | ----------- | ----------- | ------ | ------ |
| 2012-2013       | Miramar Misiones | SD              | 11         | 0          |                 | -               | -               |                    | -                  | -                  |             | -           | -           | 11     | 0      |
| 2013-gen. 2014  | Corona Brașov    | L1              | 7          | 0          | CR              | 2               | 1               |                    | -                  | -                  |             | -           | -           | 9      | 1      |
| ago.-dic. 2014  | Vllaznia         | KS              | 1          | 0          | CA              | 1               | 0               |                    | -                  | -                  |             | -           | -           | 2      | 0      |
| gen.-giu. 2015  | Cerro Largo      | SD              | 7          | 1          |                 | -               | -               |                    | -                  | -                  |             | -           | -           | 7      | 1      |
| ago.-dic. 2016  | Canadian         | SD              | 7          | 2          |                 | -               | -               |                    | -                  | -                  |             | -           | -           | 7      | 2      |
| 2017            | Torque           | SD              | 6          | 1          |                 | -               | -               |                    | -                  | -                  |             | -           | -           | 6      | 1      |
| 2018            | Torque           | PD              | 9          | 0          |                 | -               | -               |                    | -                  | -                  |             | -           | -           | 9      | 0      |
| Totale Torque   | Totale Torque    | Totale Torque   | 15         | 1          |                 | -               | -               |                    | -                  | -                  |             | -           | -           | 15     | 1      |
| Totale carriera | Totale carriera  | Totale carriera | 47         | 4          |                 | 3               | 1               |                    | -                  | -                  |             | -           | -           | 50     | 5      |